# Aparatrigona
Aparatrigona era um gênero de abelha sem ferrão presente da América central até a Amazônia. Existem por volta de 500 espécies de abelhas sem ferrão no mundo catalogadas em diversos gêneros diferentes. Muitas espécies ainda não foram descobertas e outras estão passando por revisões para reenquadrá-las como novas espécies ou pertencentes a outros gêneros.
Existiam até o momento apenas duas espécies de Aparatrigona catalogadas, porém foi feita uma revisão as duas espécies deste gênero que foram reclassificadas para o gênero Paratrigona. Isso significa que não existem espécies para este gênero. As espécies reclassificadas eram:
| Gênero       | Espécie                    | Nome popular (se tiver)    | Pesquisador   |
| Aparatrigona | Aparatrigona impunctata    | abelha-de-cupim            | Ducke, 1916   |
| Aparatrigona | Aparatrigona isopterophila | Aparatrigona isopterophila | Schwarz, 1934 |